# Rok Manfreda
Rok Manfreda, slovenski hokejist, * 3. februar 1981, Slovenija.
Manfreda že vso svojo dosedanjo kariero, od sezone 2000/2001, igra za klub HDK Maribor, za katerega je na sto šestdesetih tekmah dosegel devet golov in osemnajst podaj.

## Pregled kariere
Odebeljeno - reprezentančni nastopi, glej tudi Statistika pri hokeju na ledu.
| Moštvo      | Liga           | Sezona |    | Redni del | Redni del | Redni del | Redni del | Redni del | Redni del |   | Končnica | Končnica | Končnica | Končnica | Končnica | Končnica |
| ----------- | -------------- | ------ | -- | --------- | --------- | --------- | --------- | --------- | --------- | - | -------- | -------- | -------- | -------- | -------- | -------- |
| Moštvo      | Liga           | Sezona | OT | G         | P         | T         | +/-       | KM        | OT        | G | P        | T        | +/-      | KM       |          |          |
| HDK Maribor | Slovenska liga | 00/01  |    | 18        | 0         | 3         | 3         |           | 86        |   |          |          |          |          |          |          |
| HDK Maribor | Slovenska liga | 01/02  |    | 14        | 0         | 1         | 1         |           | 24        |   |          |          |          |          |          |          |
| HDK Maribor | Slovenska liga | 02/03  |    | 24        | 1         | 3         | 4         |           | 43        |   |          |          |          |          |          |          |
| HDK Maribor | Slovenska liga | 03/04  |    | 15        | 3         | 6         | 9         |           | 39        |   |          |          |          |          |          |          |
| HDK Maribor | Slovenska liga | 04/05  |    | 19        | 0         | 2         | 2         |           | 49        |   |          |          |          |          |          |          |
| HDK Maribor | Slovenska liga | 05/06  |    | 33        | 2         | 2         | 4         |           | 67        |   |          |          |          |          |          |          |
| HDK Maribor | Slovenska liga | 06/07  |    | 11        | 2         | 1         | 3         |           | 74        |   |          |          |          |          |          |          |
| HDK Maribor | Slovenska liga | 07/08  |    | 26        | 1         | 0         | 1         |           | 6         |   | 5        | 0        | 0        | 0        |          | 2        |
| Skupaj      |                |        |    | 160       | 9         | 18        | 27        |           | 388       |   | 5        | 0        | 0        | 0        |          | 2        |